# Rodriguessolitaire
De rodriguessolitaire (Pezophaps solitaria) is een uitgestorven loopvogel die uitsluitend voorkwam op het eiland Rodrigues. Samen met de dodo - waaraan de soort nauw verwant was - behoorde hij tot de Raphinae, een vogelonderfamilie uit de orde Columbiformes (duiven en dodo's).
De rodriguessolitaire is vermoedelijk ongeveer halverwege de achttiende eeuw uitgestorven.

## Ontdekking en uitsterven
Hans Hendricksz Bouwer vermeldde 'dodo's' op Rodrigues in 1601. Van de Engelsman Thomas Herbert kwam in 1634 de volgende melding van dodo's. De vogel werd begin achttiende eeuw voor het eerst als een aparte soort erkend in een verslag door de Fransman François Leguat die hem de solitaire noemt, vermoedelijk omdat hij niet in groepen voorkwam. Leguat was de leider van een groep van negen hugenoten die eind zeventiende eeuw op het eiland werden achtergelaten. In 1789 benoemde Johann Friedrich Gmelin hem als Didus solitarius, als tweede soort van het geslacht Didus dat ook de dodo omvatte. Skeletten in 1786 gevonden, in grotten in het koraalplateau dat het midden van het eiland bedekt, werden door Georges Cuvier beschreven.

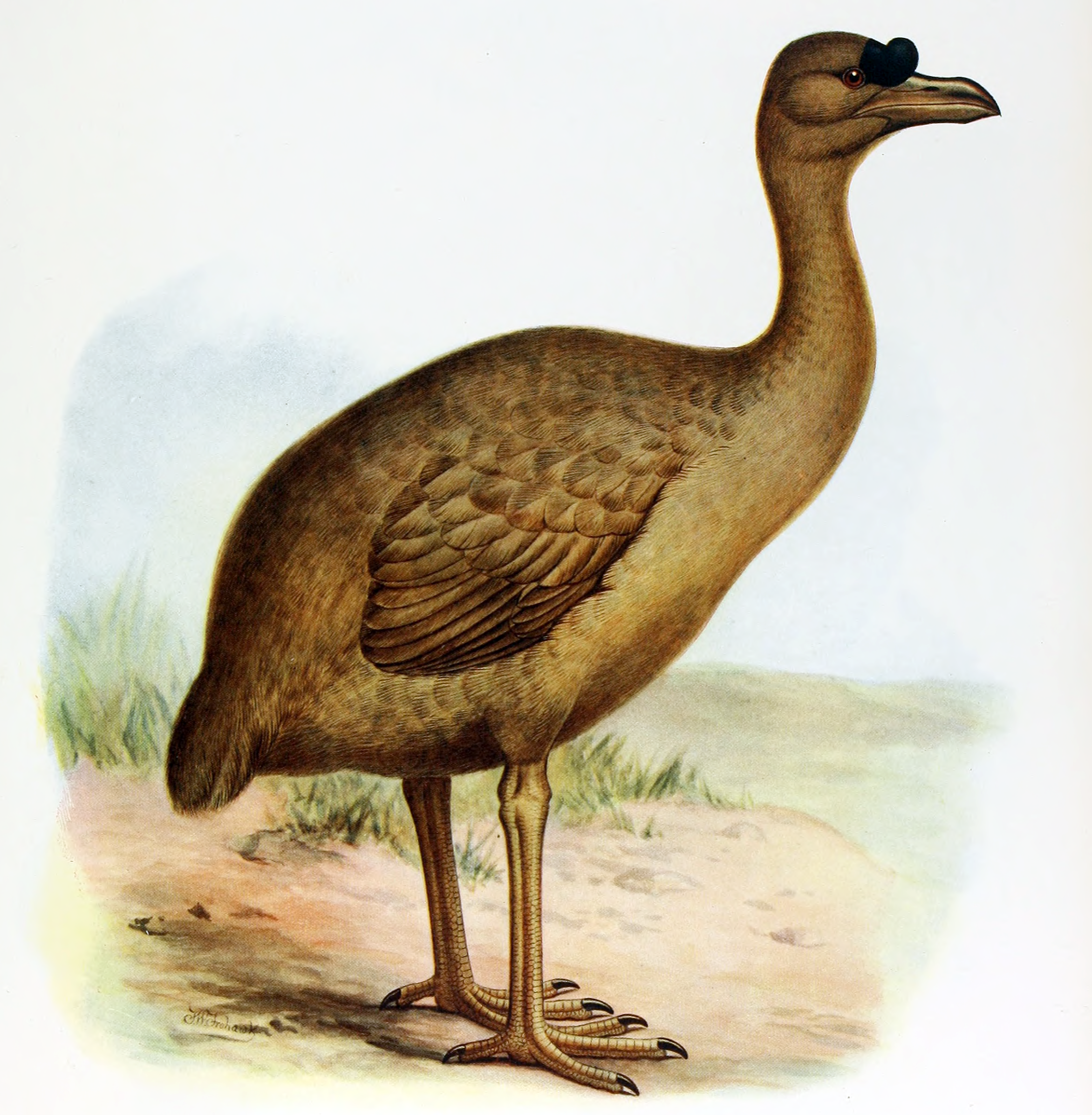
Reconstructie uit 1907

In 1848 benoemde Hugh Edwin Strickland het aparte geslacht Pezophaps, uit het Grieks πεζός, pedzos, 'voetganger', en φάψ, phaps, 'duif'. Per abuis benoemde Strickland het wijfje als de aparte soort Pezophaps minor.
Op dat moment was de rodriguessolitaire al lang uitgestorven. Rond 1730 werd het eiland gekoloniseerd door schildpadjagers die de bossen kapten en platbranden, varkens, ratten en katten introduceerden en de vrij smakelijke vogels opaten. In 1755 lukte het de Franse ingenieur Joseph-François Charpentier de Cossigny niet om ook maar een enkel levend exemplaar te vinden voor zijn verzameling. De vermoedelijk tamelijk beperkte populatie op het kleine eiland van 17,7 kilometer lang en 8,45 kilometer breed was kennelijk reeds vernietigd.
Van het dier zijn alleen botten bekend, geen weke delen, balgen, veren of eieren. Het is onzeker of er ooit een levend dier naar Europa gezonden is.

## Beschrijving
Het mannetje en het wijfje verschilden bij de rodriguessolitaire wellicht sterk in grootte. De mannelijke sekse werd volgens vroege onderzoekers tot negentig centimeter lang en achtentwintig kilogram zwaar. Het wijfje haalde de zeventig centimeter bij een gewicht van zeventien kilogram. Een dergelijk verschil is bij Neognathae zeer uitzonderlijk. Er is daarom op gewezen dat het onmogelijk is van de skeletten de sekse te bepalen: de grootste exemplaren werden geacht de mannetjes te zijn en de kleinste de vrouwtjes. Aan de andere kant zou een dergelijke puur individuele variatie in grootte onder volwassen dieren van een beperkte populatie ook zeldzaam zijn. Het gewicht varieerde vermoedelijk ook afhankelijk van het seizoen.
Vergeleken met de naaste verwant, de dodo, was het skelet minder robuust. Nek en poten waren langer. De schedel was kleiner en ook smaller. De enorme uitgroeisels aan de snavelbasis ontbraken.
De schedel was tot zeventien centimeter lang. Op het schedeldak bevonden zich twee platte dwarsrichels. Het dier had een kleine haaksnavel. De arm was kort. Volwassen dieren hadden een grote beenknop op de pols, tot ruim drie centimeter in doorsnee en met twee of drie lobben. Die gebruikten ze om met elkaar te vechten om territoria. Het scheenbeen was zeer lang maar de middenvoet en tenen opvallend kort.

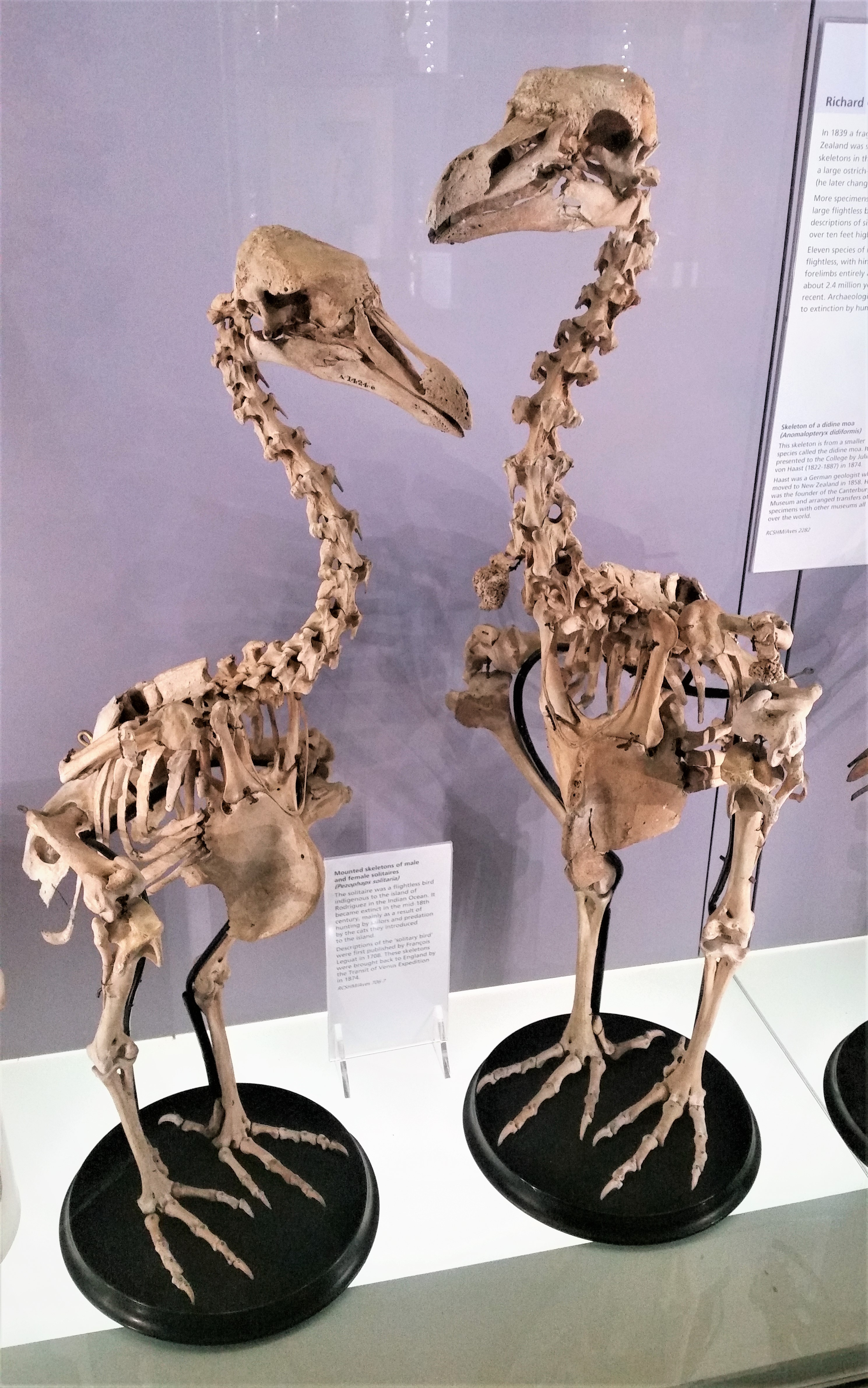
Skeletten van een wijfje, links, (NHMUK A3506), en een mannetje (NHMUK A3505)

Direct achter de snavel droeg de kop een zwarte verdikte band. Het verenkleed van het mannetje was grijsbruin. Dat van het wijfjes was lichter, soms lichtbruin, soms okergeel. De wijfjes hadden twee gepaarde hangende lichtere lobben op de nekbasis. De veren op de romp waren vrij kort, wellicht meer donsachtig. De slagpennen van de hand waren gereduceerd. De staart was kort en afhangend.

## Evolutie
Het werd wel gedacht dat de gelijkenis tussen de dodo en de rodriguessolitaire op toeval berustte, een geval van convergente evolutie. In 1953 werd daarom een eigen Pezohapidae benoemd. Modern genetisch onderzoek heeft echter aangetoond dat beiden deel uitmaken van een tak die zich van hun naaste nog levende verwant de manenduif afsplitste, toen tien miljoen jaar geleden de eilanden ontstonden. Toen de populaties op Mauritius en Rodrigues nog konden vliegen, wisselden ze nog DNA uit. Geleidelijk verloren ze dat vermogen en raakten geïsoleerd. Ze bleven echter elkaar nauwste verwanten en dat rechtvaardigt dat ze in een Raphidae of Raphinae ondergebracht worden, in het laatste geval in de Columbidae.
Het volgende cladogram toont een mogelijke evolutionaire stamboom.
|  | Manenduif (Caloenas nicobarica)                                                                       |
|  | |
|  | \| \| Rodriguessolitaire (Pezophaps solitaria) \| \| \| \| \| \| Dodo (Raphus cucullatus) \| \| \| \| |
|  | |
|  | Rodriguessolitaire (Pezophaps solitaria)                                                              |
|  | |
|  | Dodo (Raphus cucullatus)                                                                              |
|  | |

|  | Rodriguessolitaire (Pezophaps solitaria) |
|  |                                          |
|  | Dodo (Raphus cucullatus)                 |
|  |                                          |

|  | Manenduif (Caloenas nicobarica)                                                                       |
|  | |
|  | \| \| Rodriguessolitaire (Pezophaps solitaria) \| \| \| \| \| \| Dodo (Raphus cucullatus) \| \| \| \| |
|  | |
|  | Rodriguessolitaire (Pezophaps solitaria)                                                              |
|  | |
|  | Dodo (Raphus cucullatus)                                                                              |
|  | |

|  | Rodriguessolitaire (Pezophaps solitaria) |
|  |                                          |
|  | Dodo (Raphus cucullatus)                 |
|  |                                          |

|  | Manenduif (Caloenas nicobarica)                                                                       |
|  | |
|  | \| \| Rodriguessolitaire (Pezophaps solitaria) \| \| \| \| \| \| Dodo (Raphus cucullatus) \| \| \| \| |
|  | |
|  | Rodriguessolitaire (Pezophaps solitaria)                                                              |
|  | |
|  | Dodo (Raphus cucullatus)                                                                              |
|  | |

|  | Rodriguessolitaire (Pezophaps solitaria) |
|  |                                          |
|  | Dodo (Raphus cucullatus)                 |
|  |                                          |

|  | Manenduif (Caloenas nicobarica)                                                                       |
|  | |
|  | \| \| Rodriguessolitaire (Pezophaps solitaria) \| \| \| \| \| \| Dodo (Raphus cucullatus) \| \| \| \| |
|  | |
|  | Rodriguessolitaire (Pezophaps solitaria)                                                              |
|  | |
|  | Dodo (Raphus cucullatus)                                                                              |
|  | |

|  | Rodriguessolitaire (Pezophaps solitaria) |
|  |                                          |
|  | Dodo (Raphus cucullatus)                 |
|  |                                          |

|  | Manenduif (Caloenas nicobarica)                                                                       |
|  | |
|  | \| \| Rodriguessolitaire (Pezophaps solitaria) \| \| \| \| \| \| Dodo (Raphus cucullatus) \| \| \| \| |
|  | |
|  | Rodriguessolitaire (Pezophaps solitaria)                                                              |
|  | |
|  | Dodo (Raphus cucullatus)                                                                              |
|  | |

|  | Rodriguessolitaire (Pezophaps solitaria) |
|  |                                          |
|  | Dodo (Raphus cucullatus)                 |
|  |                                          |

|  | Manenduif (Caloenas nicobarica)                                                                       |
|  | |
|  | \| \| Rodriguessolitaire (Pezophaps solitaria) \| \| \| \| \| \| Dodo (Raphus cucullatus) \| \| \| \| |
|  | |
|  | Rodriguessolitaire (Pezophaps solitaria)                                                              |
|  | |
|  | Dodo (Raphus cucullatus)                                                                              |
|  | |

|  | Rodriguessolitaire (Pezophaps solitaria) |
|  |                                          |
|  | Dodo (Raphus cucullatus)                 |
|  |                                          |

|  | Manenduif (Caloenas nicobarica)                                                                       |
|  | |
|  | \| \| Rodriguessolitaire (Pezophaps solitaria) \| \| \| \| \| \| Dodo (Raphus cucullatus) \| \| \| \| |
|  | |
|  | Rodriguessolitaire (Pezophaps solitaria)                                                              |
|  | |
|  | Dodo (Raphus cucullatus)                                                                              |
|  | |

|  | Rodriguessolitaire (Pezophaps solitaria) |
|  |                                          |
|  | Dodo (Raphus cucullatus)                 |
|  |                                          |

|  | Manenduif (Caloenas nicobarica)                                                                       |
|  | |
|  | \| \| Rodriguessolitaire (Pezophaps solitaria) \| \| \| \| \| \| Dodo (Raphus cucullatus) \| \| \| \| |
|  | |
|  | Rodriguessolitaire (Pezophaps solitaria)                                                              |
|  | |
|  | Dodo (Raphus cucullatus)                                                                              |
|  | |

|  | Rodriguessolitaire (Pezophaps solitaria) |
|  |                                          |
|  | Dodo (Raphus cucullatus)                 |
|  |                                          |

|  | Manenduif (Caloenas nicobarica)                                                                       |
|  | |
|  | \| \| Rodriguessolitaire (Pezophaps solitaria) \| \| \| \| \| \| Dodo (Raphus cucullatus) \| \| \| \| |
|  | |
|  | Rodriguessolitaire (Pezophaps solitaria)                                                              |
|  | |
|  | Dodo (Raphus cucullatus)                                                                              |
|  | |

|  | Rodriguessolitaire (Pezophaps solitaria) |
|  |                                          |
|  | Dodo (Raphus cucullatus)                 |
|  |                                          |

|  | Manenduif (Caloenas nicobarica)                                                                       |
|  | |
|  | \| \| Rodriguessolitaire (Pezophaps solitaria) \| \| \| \| \| \| Dodo (Raphus cucullatus) \| \| \| \| |
|  | |
|  | Rodriguessolitaire (Pezophaps solitaria)                                                              |
|  | |
|  | Dodo (Raphus cucullatus)                                                                              |
|  | |

|  | Rodriguessolitaire (Pezophaps solitaria) |
|  |                                          |
|  | Dodo (Raphus cucullatus)                 |
|  |                                          |

|  | Manenduif (Caloenas nicobarica)                                                                       |
|  | |
|  | \| \| Rodriguessolitaire (Pezophaps solitaria) \| \| \| \| \| \| Dodo (Raphus cucullatus) \| \| \| \| |
|  | |
|  | Rodriguessolitaire (Pezophaps solitaria)                                                              |
|  | |
|  | Dodo (Raphus cucullatus)                                                                              |
|  | |

|  | Rodriguessolitaire (Pezophaps solitaria) |
|  |                                          |
|  | Dodo (Raphus cucullatus)                 |
|  |                                          |

|  | Manenduif (Caloenas nicobarica)                                                                       |
|  | |
|  | \| \| Rodriguessolitaire (Pezophaps solitaria) \| \| \| \| \| \| Dodo (Raphus cucullatus) \| \| \| \| |
|  | |
|  | Rodriguessolitaire (Pezophaps solitaria)                                                              |
|  | |
|  | Dodo (Raphus cucullatus)                                                                              |
|  | |

|  | Rodriguessolitaire (Pezophaps solitaria) |
|  |                                          |
|  | Dodo (Raphus cucullatus)                 |
|  |                                          |

|  | Manenduif (Caloenas nicobarica)                                                                       |
|  | |
|  | \| \| Rodriguessolitaire (Pezophaps solitaria) \| \| \| \| \| \| Dodo (Raphus cucullatus) \| \| \| \| |
|  | |
|  | Rodriguessolitaire (Pezophaps solitaria)                                                              |
|  | |
|  | Dodo (Raphus cucullatus)                                                                              |
|  | |

|  | Rodriguessolitaire (Pezophaps solitaria) |
|  |                                          |
|  | Dodo (Raphus cucullatus)                 |
|  |                                          |

|  | Manenduif (Caloenas nicobarica)                                                                       |
|  | |
|  | \| \| Rodriguessolitaire (Pezophaps solitaria) \| \| \| \| \| \| Dodo (Raphus cucullatus) \| \| \| \| |
|  | |
|  | Rodriguessolitaire (Pezophaps solitaria)                                                              |
|  | |
|  | Dodo (Raphus cucullatus)                                                                              |
|  | |

|  | Rodriguessolitaire (Pezophaps solitaria) |
|  |                                          |
|  | Dodo (Raphus cucullatus)                 |
|  |                                          |

|  | Manenduif (Caloenas nicobarica)                                                                       |
|  | |
|  | \| \| Rodriguessolitaire (Pezophaps solitaria) \| \| \| \| \| \| Dodo (Raphus cucullatus) \| \| \| \| |
|  | |
|  | Rodriguessolitaire (Pezophaps solitaria)                                                              |
|  | |
|  | Dodo (Raphus cucullatus)                                                                              |
|  | |

|  | Rodriguessolitaire (Pezophaps solitaria) |
|  |                                          |
|  | Dodo (Raphus cucullatus)                 |
|  |                                          |

|  | Manenduif (Caloenas nicobarica)                                                                       |
|  | |
|  | \| \| Rodriguessolitaire (Pezophaps solitaria) \| \| \| \| \| \| Dodo (Raphus cucullatus) \| \| \| \| |
|  | |
|  | Rodriguessolitaire (Pezophaps solitaria)                                                              |
|  | |
|  | Dodo (Raphus cucullatus)                                                                              |
|  | |

|  | Rodriguessolitaire (Pezophaps solitaria) |
|  |                                          |
|  | Dodo (Raphus cucullatus)                 |
|  |                                          |

## Levenswijze

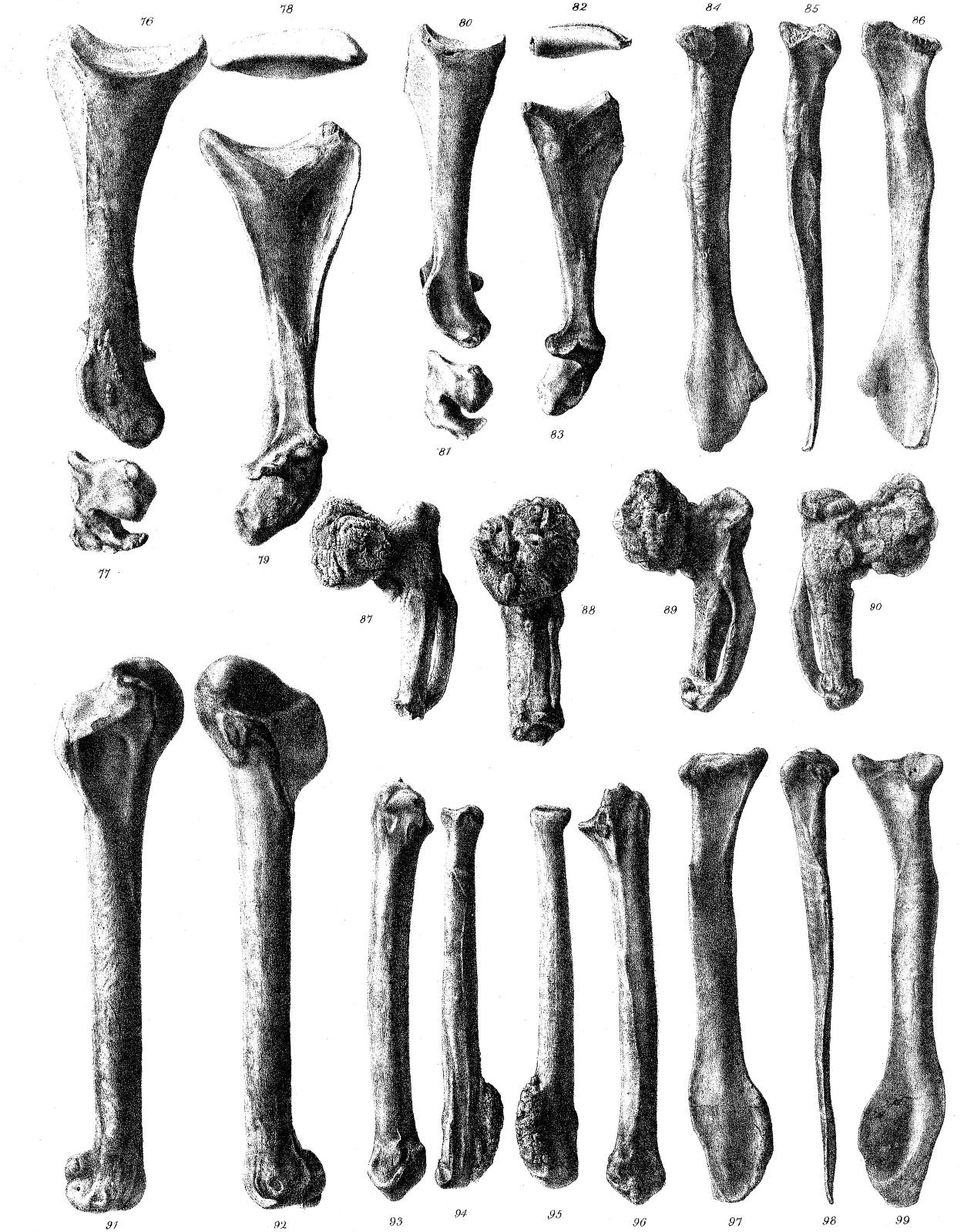
Armbeenderen met in het midden carpometacarpi met knobbels

De rodriguesolitaire maakte deel uit van een hele fauna die door de komst van de mens werd vernietigd, waaronder de rodriguesral, de rodriguespapegaai, Newtons parkiet, de rodriguesspreeuw, de rodriguesuil, de rodrigueskwak, de rodriguesduif en nog een dozijn endemische vogelsoorten. De rodriguesduif is overigens ook een mogelijke nauwe verwant van de Raphinae, hoewel het een vliegende vogel bleef. Daarnaast waren er twee soorten reuzenschildpadden (Cylindraspis vosmaeri en Cylindraspis peltaste) en de gekko Phelsuma edwardnewtoni.

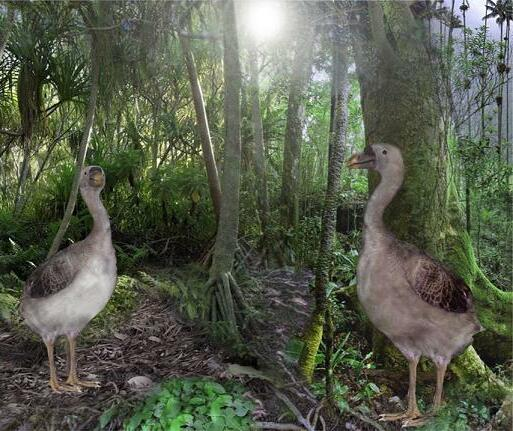
Reconstructie uit 2014 van de habitat

De rodriguessolitaire was een planteneter die zich wellicht voedde met de zaden van de tegenwoordig kritisch bedreigde palm Latania verschaffeltii. Het eiland was indertijd zwaar bebost. De zaden verwerkte hij door middel van een grote steen in zijn krop. In de achttiende eeuw kon men niet verklaren hoe zo'n grote kei kon worden ingeslikt en nam men aan dat de dieren ermee geboren werden.
De mannetjes vochten om een territorium. Ze maakten hun aanwezigheid kenbaar door met de vleugels klapperend een extreem hard geluid voort te brengen als van een ratel dat op honderden meters afstand hoorbaar was. Hoewel de vleugels te kort waren om mee te vliegen, hadden ze krachtige spieren nodig om mee te vechten en te klapperen. Daarom was de kam op hun borstbeen niet gedegenereerd. De territoriumdrang is ook gebruikt om de schutkleuren te verklaren die wat overbodig lijken op een eiland zonder natuurlijke vijanden. Binnendringende dieren wilden niet opvallen. Gezien de seksuele dimorfie en het gebrek aan roofdieren zou men bij het mannetje eerder heel felle kleuren verwachten.
Volgens Leguat vormden de vogels monogame koppels die ieder jaar één groot ei legden op een nest dat tot een halve meter hoogte werd opgebouwd en door beide partners om beurten bebroed werd. Indringende soortgenoten werden tijdens de broed door de partners verjaagd waarbij mannetjes alleen mannetjes bevochten en vrouwtjes vrouwtjes. Er was broedzorg tot het kuiken volwassen was. Daarna gingen de jonge dieren kennelijk in een 'crèche', bewaakt door oudere dieren. Leguat stelt dat zo voor alsof steeds een jong mannetjes en een jong wijfje gekoppeld werden in een 'huwelijk'. Moderne geleerden houden het echter voor mogelijk, gezien de extreme seksuele dimorfie, dat de mannetjes een lek verdedigden en dan in hun territorium meerdere vrouwtjes bevruchtten. In ieder geval maakte de lage voortplantingssnelheid de soort extra gevoelig voor uitsterven. Die kan ook samen hebben gehangen met een relatief lage stofwisseling vanwege een langzame vertering van de zaden, gekoppeld aan een hoge individuele maximumleeftijd van tegen de dertig jaar. Het ei kan een gewicht gehad hebben van honderdvijftig tot ruim driehonderd gram.